# Nikolay Fyodorovich Makarov
Nikolay Fyodorovich Makarov (tiếng Nga: Никола́й Фёдорович Мака́ров; 22/05/{ngày cũ là 9/5}1914 – 13/05/1988) là một nhà thiết kế vũ khí của Liên Xô,một trong những sản phẩm đáng chú ý nhất của ông là súng ngắn Makarov.

## Sản phẩm
- Makarov PM (được Quân đội Liên Xô đưa vào sử dụng năm 1951)
- АМ-23 cannon (được đưa vào sử dụng năm 1953)
- 9K111 Fagot (được đưa vào sử dụng năm 1970)
- 9M113 Konkurs (được đưa vào sử dụng năm 1974)

## Các giải thưởng
- Giải thưởng Nhà nước Liên Xô (1952, 1967)
- Huân chương cờ đỏ lao động (1966)
- Huân chương Lenin (1971, 1974)
- Anh hùng Lao động xã hội chủ nghĩa (1974)